# Comuna Lașchiuca, Cozmeni
Lașchiuca (în ucraineană Лашківка, transliterat: Lașkivka) este o comună în raionul Cozmeni, regiunea Cernăuți, Ucraina, formată din satele Lașchiuca (reședința) și Viteluvca.

## Demografie
Componența lingvistică a comunei Lașchiuca
     Ucraineană (99,4%)
     Alte limbi (0,55%)
Conform recensământului din 2001, majoritatea populației comunei Lașchiuca era vorbitoare de ucraineană (99,4%), existând în minoritate și vorbitori de alte limbi.